# La mà esquerra de la foscor
La mà esquerra de la foscor és una de les obres més conegudes de l'escriptora de ciència-ficció feminista Ursula K. Le Guin. Publicada en 1969, va ser traduïda al català per Proa l'any 1997 i per Raig Verd el 2019. L'obra descriu una societat andrògina interplanetària i els seus dubtes sobre la unió o no a una aliança global. L'obra s'emmarca en el cicle Hainish o Ekumen de l'autora, on narra diverses aventures en civilitzacions que pertanyen a un univers coordinat per una institució que regeix tota la humanitat al cosmos, l'Ekumen. La mà esquerra de la foscor és considerada una de les millors novel·les de l'autora i també del cànon general del gènere de ciència-ficció, amb més d'un milió de còpies venudes.

## Argument
Genly Ai és enviat per l'Ekumen al planeta Gethen, compost per dues nacions: Karhide i Orgoreyn. El seu objectiu és convèncer-les perquè s'uneixin voluntàriament a l'Ekumen, l'aliança de tota la humanitat, i per això ha de comprendre els seus costums i demostrar que ve en to de pau. A Karhide, Ai coneix Estraven, el primer ministre a les ordres d'un rei mig embogit, i Tibe, el seu rival. Com totes les criatures del planeta, són éssers andrògins que només defineixen un sexe en el període de zel o kèmmer, on adopten indistintament la forma d'un home o una dona per poder procrear.
Una nit, Estraven explica a Ai que ha fet tot el possible per ajudar-lo en la seva missió però que a partir d'ara haurà de continuar ell sol. L'endemà, Ai descobreix el perquè: Estraven ha estat declarat traïdor i obligat a l'exili o a la pena de mort. Li ho comunica el mateix rei, qui vol saber més de la proposta de l'Ekumen però no veu els avantatges per a Karhide. Abatut pel fracàs, Ai viatja fins a un temple de profetes handdara, que tenen el do de veure el futur. Ells li asseguren que Gethen acabarà formant part de l'Ekumen en un termini breu i li mostren alguns dels seus poders, als quals no donen gens d'importància davant l'admiració d'Ai.
Mentrestant Estraven fuig de casa seva després d'acomiadar-se del seu antic amant i planeja anar a Orgoreyn per seguir ajudant Ai en la distància. A la frontera d'Orgoreyn coneix diverses persones de baixa extracció que li ensenyen trucs per sobreviure al règim dominant d'Orgoreyn abans de reunir-se amb els seus líders, dividits en faccions en perpètua competició. Sent per la ràdio que Tibe ha ocupat el seu lloc i que comença a controlar el regne de Karhide, fet que tem perquè sap que Tibe té un afany guerrer.
Ai no se sent segur a Karhide sota el nou lideratge de Tibe, enfortit quan el rei es queda embarassat en una fase kèmmer femenina que l'aparta del tron. Llavors decideix viatjar també a Orgoreyn. Allà coneix els diferents polítics i el Sarf, el poderós servei secret, que no vol la seva presència al planeta perquè no el creuen. Després d'una nova trobada, Estraven adverteix Ai que està en perill però l'enviat no hi confia. Per això l'endemà és detingut per ordres del Sarf i enviat a una granja de treball remota. Allà pateix dures condicions de vida, és drogat i torturat. Estraven, qui també posseeix part dels poder handdara, invoca una força superior i acudeix al seu rescat.
Des d'aquell moment els dos han de fugir enmig del gel perpetu per no ser atrapats, una aventura perillosa que Estraven ha preparat a consciència. Ai s'adona del seu error quan no el va creure i durant el periple acosten postures, explicant-se mútuament les bases culturals de les respectives civilitzacions. Creix entre ells una relació molt propera, incloent revelacions sobre les seves biografies. Estan a punt de morir en diverses ocasions, però finalment aconsegueixen retornar a Karhide en secret, on busquen l'hospitalitat obligatòria de diverses viles. El problema apareix quan un antic company reconeix i traeix Estraven, denunciant la seva presència a Tibe. Aquest indica a Ai com sobreviure en la seva absència i vol amagar-se però Ai refusa continuar sense ell. Intenten fugir plegats però són interceptats per uns guardes que disparen i assassinen Estraven. Ai, de nou en presència del rei, explica el que ha succeït i Tibe perd el seu favor. Els fets d'Estraven han fet obrir-se el cor del rei, que ara accepta la unió amb l'Ekumen.
Mentre espera l'arribada de la seva nau, Ai visita la família d'Estraven on coneix un dels seus fills i li relata les aventures del seu progenitor, adonant-se de tot el que ha fet per ell i per la seva missió.

## Personatges
A la novel·la apareixen nombrosos personatges però només alguns tenen un paper individual a la trama:
- Genly Ai: enviat diplomàtic de l'Ekumen, malda per entendre com funciona la societat de Gethen però aplica massa les seves coordenades socioculturals i per això perd subtilesa. Especialment aplica sempre una visió binària del gènere per categoritzar les persones que li impedeix entendre els altres, andrògins, fins al final de l'obra, quan evoluciona i aprecia aquesta societat que no se centra en el sexe. Desconfia erròniament d'Estraven però finalment estableix una relació de profunda estima després del viatge pel gel i d'entendre que tenia uns prejudicis dels quals no era conscient.
- Estraven: confia de seguida en la missió d'Ai i considera que una unió posarà fi als perills del patriotisme (vist amb un prisma molt negatiu) amb l'amenaça d'una possible guerra futura, però es veu incapaç de superar les barreres culturals. Planeja amb gran racionalitat tot el que creu necessari per a l'èxit d'Ai, per qui sent una gran amistat.
- Tibe: manipulador, vol controlar Karhide i fer-lo créixer agredint els veïns. Sempre que presenta aquesta actitud, se'n subratllen els trets masculins del personatge, malgrat que sigui androgin com la resta de compatriotes.
- Faxe: profeta handdara, representa el saber espiritual i superior, es retira de manera voluntària del món però al final de l'obra acudeix a rescatar el regne i aconsellar com a primer ministre el rei davant del repte de la vinguda de la nau Ekumen.
- Gaum: un agent del Sarf, pensa que Ai vol enganyar Orgoreyn perquè perdi shigfedor davant Karhide. L'envia a una granja de treball perquè mori en l'oblit i conspira per convèncer altres polítics de la seva visió.

## Temes
Gethen és un planeta marcat per dues circumstàncies: l'androgínia dels seus habitants i el fred extrem. Aquests dos fets donen peu als principals temes de la novel·la. La relació entre persones canvia molt en aquest planeta, ja que cada individu no està prèviament marcat per rols de gènere, a diferència del que passa a la Terra, on les dones pateixen discriminació. Le Guin planteja la hipòtesi de com actuaria una societat que no estigués predeterminada per aquesta divisió sexual i explora els seus múltiples beneficis: més igualtat, una visió més complexa de cada individu, relacions més pacífiques i emocions més explícites. El sexe només té lloc en kèmmer i, per tant, no és el centre de l'amor o dels vincles personals. Fins i tot els fills poden criar-se en comunitat (a Orgoreyn) o ser indiferentment fruit del cos d'un progenitor o un altre, ja que cada persona adopta un sexe aleatori durant el kèmmer. L'androgínia és l'estat més habitual de les persones i aquest fet pertorba Ai, qui desconfia quan veu conductes masculines en un cos que jutja com a femení o a la inversa, incapaç de fugir del binarisme de gènere. Ai és una prova de com la sexualitat i el gènere acaben sent normatius, un marc que es trenca a Gethen.
L'autora pertany a la segona onada del feminisme, que lluitava pels drets iguals d'homes i dones. S'aprecia l'influx d'obres com la Mística de la feminitat, que planteja que les dones no es realitzen només amb les tasques domèstiques, extrem que s'evidencia en aquesta novel·la, on la política i les feines de cura tenen lloc per part de tothom. Caracteritza, per comparació, una societat dominada pel patriarcat com un entorn violent, que reprimeix el plor (Genly s'amaga sempre que li cauen les llàgrimes per a sorpresa dels altres, que ploren i riuen de manera natural, ja que no tenen restriccions d'acció lligades al sexe) o l'emotivitat i que sempre lliga l'amor al sexe. En contrast, Ai i Estraven rebutgen el contacte físic quan Estraven està en kèmmer i es fa èmfasi en nombroses ocasions que els vots dels amants duren independentment que hagi acabat el zel o que no tinguin relació sexual activa. L'amor entre persones, per tant, va més enllà del sexe i pot incloure tota la humanitat, el desig d'unió amb l'Ekumen que comparteixen els dos protagonistes.
El segon tema d'importància rau en la influència del dur clima sobre la vida quotidiana. Tot i que Gethen presenta avenços tècnics notables, necessita la col·laboració de tothom per sobreviure, en un tema literari clàssic com és l'oposició entre natura i cultura. Per aquest motiu l'hospitalitat, el treball obligat a Orgoreyn o els vincles voluntaris entre famílies i amants permeten que la civilització resisteixi el fred. Tots els habitants tenen una gran resistència al fred i una actitud estoica per la possibilitat sempre propera de la mort. Aquesta visió contrasta amb la d'Ai, qui és percebut com massa temperamental. La lleialtat entre els membres de cada país és més àmplia que els vincles febles socials de la Terra, ja que tothom és conscient que necessita de la resta per a les tasques quotidianes. Les relacions a Gethen, en absència de tensió sexual fora del kèmmer i en absència de rols marcats pel sexe o gènere, es dirimeixen segons el shigfedor, un orgull i prestigi personal que inclou el respecte als altres. No es pot ofendre l'espai personal (ni oferir consells no desitjats) i els duels són sempre amb indirectes, mai amb agressivitat.
L'alteritat està present com a tema a la novel·la. Però, en absència de sexes definits, l'altre ja no és la dona, ni és algú d'una altra raça o espècie (tots es consideren igualment humans) sinó que existeixen dues oposicions: entre Ai i tots els habitants del planeta i entre les dues nacions bàsiques que el conformen. Karhide creu en el handdara, una religió dualista més d'acord amb l'essència andrògina dels seus habitants. Diversos personatges hi reflexionen i Ai l'equipara a la cosmovisió oriental, adduint de manera explícita el símbol del Yin i Yang. Per contra, Orgoreyn, segueix un culte més proper al judeocristià, que és descrit amb molts menys detalls. També es comparen els sistemes de govern, una monarquia en el cas de Karhide (subjecta als capricis del monarca, a qui tothom titlla de boig) i un govern col·lectiu que recorda el comunisme en el cas d'Orgoreyn. Aquesta mena de comunisme presenta també el costat repressiu del règim soviètic, amb granges de treball enmig del fred i serveis secrets totpoderosos. La visió negativa d'ambdós règims i l'èmfasi en la unió entre persones de manera lliure entronca amb el pensament llibertari, reforçat amb el qüestionament de l'autoritat fins i tot narrativa.
L'alteritat entre Ai i la resta d'habitants es va diluint a mesura que ell va entenent com funciona el planeta i la identitat no sexualitzada dels seus membres. Al començament creu, i així ho explica als altres, que l'Ekumen envia missatgers en solitari per no espantar els contactats, que no pensin que és una invasió. Posteriorment, tanmateix, s'adona que apart d'aquest motiu, el fet que ell estigui sol l'obliga a una major immersió a la cultura d'acollida i que ja no pot relacionar-se en termes d'"ells i nosaltres" sinó individu a individu, esborrant una alteritat de grup i posant el focus a la persona, una de les reivindicacions constants de Le Guin.
L'Ekumen actua com a coordinador de tots els planetes que voluntàriament s'adhereixen a la seva aliança però no pretén ni dominar i influir en les polítiques locals. Aquest govern interplanetari és presentat sense dubtes com a desitjable pels dos protagonistes. Li tenen por, per contra, els polítics locals, que no volen perdre poder personal o nacional, fins que s'acaben convencent veient que és un pas inevitable (i aleshores no volen quedar enrere del futur). S'han vist paral·lelismes entre l'Ekumen i la missió original de l'ONU, ja que Le Guin va escriure La mà esquerra de la foscor a finals dels anys 1960. Es condemna de manera radical la guerra i el patriotisme que sobrepassa l'amor al país per esdevenir una imposició imperialista, una visió que amarava els moviments de no-violència en els quals es movia l'autora Per això l'heroi de l'obra mai no ve per a conquerir Gethen, sinó per oferir pactes després d'entendre'l.

## Estil
La novel·la alterna diverses veus narratives. L'acció principal s'explica des de punts de vista alterns, d'Estraven i d'Ai, que relaten en primera persona els fets en passat. Ambdós presenten una visió diferent, perquè Estraven és conscient des de l'inici que no s'entenen però que comparteixen objectius, i en canvi Ai no confia en el ministre i així ho reflecteix en la seva narració. Amb aquestes dues veus apareixen també capítols intercalats amb mites locals i un informe d'un investigador sobre la qüestió fisiològica de l'androgínia o el calendari del planeta. Aquestes interpolacions ajuden a entendre la cultura local i com és de diferent a la de la Terra, especialment per influència sexual. Els canvis de punt de vista i els diàlegs entre els personatges plantegen constantment el problema de la veritat, de què està succeint. Aquest qüestionament afecta a la narració de Le Guin, qui és conscient que tota ficció construeix un món però que mai no es pot narrar res sense incloure-hi la pròpia subjectivitat. Per aquest motiu el lector ha d'unir les diferents versions i l'atmosfera mítica que dibuixen les aventures i els relats tradicionals (s'insisteix de manera repetida en el caràcter oral i col·lectiu de la literatura de Gethen). Els informes dels investigadors i l'actitud d'Ai cap a la cultura que descriu beuen de l'antropologia, un camp que l'autora coneixia per ser filla de l'antropòleg Alfred Louis Kroeber. La descripció global de les societats imaginades és un dels elements de l'anomenada nova onada de la ciència-ficció, a la qual pertany aquesta novel·la i la fragmentació narrativa està influïda per la postmodernitat.
El títol de l'obra fa referència a un fragment d'un himne handdara, que indica que la foscor és a la llum com una mà a l'altra, afirmant el caràcter complementari dels contraris, una visió que comença pels dos sexes que pot experimentar cada persona però també passa per la ignorància i el saber, la vida i la mort o la força i la feblesa. Es fuig per tant de dualismes antagònics, fruit de la mentalitat occidental i androcèntrica. Aquesta reivindicació del títol apareix reforçada pels aprenentatges que Ai consigna a les seves notes. Les ombres no són vistes com a negatives, associació habitual de la foscor, sinó que permeten orientar-se i entendre la complexitat. Els personatges d'Orgoreyn que es perceben sense ombres acaben traint el protagonista.
La novel·la s'emmarca dins la ciència-ficció pel plantejament d'una societat andrògina que és contactada a través de viatges interestel·lars, en armes modernes i en poders paranormals com telepatia o profecia. S'esmenten viatges en el temps a la velocitat de la llum. Inclou igualment elements de fantasia, perquè l'atmosfera barreja anacrònicament avenços industrials amb d'altres medievals. Apareixen termes en llengua local que doten d'un ambient d'estranyesa a l'entorn. S'esmenta que existeixen centenars de termes per a descriure el gel i la neu, el que envolta sempre els habitants de Gethen, en una al·lusió als postulats del relativisme lingüístic. La relació entre els protagonistes adopta un caire sentimental (una parella que no s'entén fins al final malgrat l'interès mutu) però sense el caràcter amorós sexual habitual del gènere romàntic. Segons el crític Adam Roberts, el fet que diverses dones comencessin a escriure ciència-ficció d'èxit va provocar que el gènere inclogués més èmfasi en aquestes relacions personals per sobre només de l'acció o de les descripcions tecnològiques. En l'evolució personal d'Ai s'aprecien les convencions de la Bildungsroman.
L'estructura del relat adopta un esquema d'introducció (la cerimònia de l'arc), una primera part a Karhide, una segona part a Orgoreyn que acaba amb la caiguda en desgràcia que suposa la detenció d'Ai, el viatge èpic a través del gel tornant a Karhide i una darrera part on s'explica el destí dels dos personatges i com la missió té èxit tal com havien previst els profetes handdara. La narració està puntejada amb els mites i informes esmentats però que no alteren l'estructura bàsica, que segueix la de les novel·les d'acció. Els dos anticlímaxs o condemnes de la parella protagonista actuen com a pòrtic per a un canvi d'escenari físic. Això és una alteració del monomite clàssic on el protagonista ha de superar una sèrie de proves per assolir la seva missió, en aquest cas l'aliança global.

## Llegat
Nombrosos autors de ciència-ficció es declaren influïts per aquesta novel·la, entre ells Margaret Atwood i Neil Gaiman. Ha estat inclosa entre els principals cànons literaris, ja que se la considera una de les 100 millors obres del gènere i una de les més influents. Va rebre diversos guardons, entre els quals destaquen el Premi Nebula i el Premi Hugo a la millor novel·la.
La seva societat andrògina va esperonar el debat sobre la construcció social del gènere i la seva relació amb el sexe biològic, consolidant la distinció entre l'aspecte cultural i físic. Alguns crítics van afirmar, tanmateix, que es diluïa la qüestió del gènere però que Le Guin defensa un model heterosexual, atès que durant el kèmmer les relacions són entre un home i una dona i es rebutja de manera implícita una possible relació homoeròtica entre els dos protagonistes (descrits com a homes per Ai tot i el caràcter androgin d'Estraven). Se l'ha criticat també per l'ús dels pronoms masculins referits a criatures no homes, fet que s'explica a l'interior de la novel·la i que l'autora defensa perquè inventar nous pronoms hauria allunyat els lectors, una polèmica que segueix viva al voltant del llenguatge no sexista. S'empra el masculí com a genèric per estar menys marcat.
La novel·la s'ha adaptat al teatre i existeixen plans per a portar-la al cinema. S'ha transformat també en serials de ràdio i en diverses obres plàstiques d'homenatge.